# جورج کلیتون جانسون
جورج کلیتون جانسون (انگلیسی: George Clayton Johnson؛ زادهٔ ۱۰ ژوئیهٔ ۱۹۲۹) یک هنرپیشه، و فیلم‌نامه‌نویس اهل ایالات متحده آمریکا است.